# エギル・ヒレラース
エギル・アンデルセン・ヒレラース（Egil Andersen Hylleraas、1898年5月15日 - 1965年10月28日）は、ノルウェーの理論物理学者であった。2電子原子の基底状態エネルギーを予測するための手法や多電子原子に対する試行波動関数などの業績で知られる。

## 若年期と教育
ヒレラースは、南ノルウェーの山村エンゲルダルの教師だったオーレ・アンデルセンの息子として生まれた。「ヒレラース」は彼が生まれた農場の名前である。ヒレラースは11人兄弟の末っ子だった。小学校を卒業後は、家で薪割りや柿は山の牛の世話などの仕事をこなした。17歳の時にようやく高校へ入学し、3年後にオスロ大学へ進学した。大学を離れると教師となった。結晶格子に関するマックス・ボルンの書籍を読み、光の二重屈折に関する計算を始めた。この仕事の出版によって奨学金を得られることになり、1926年から1928年までゲッティンゲン大学でマックス・ボルンと共に仕事をした。

## 原子物理学の黄金期
彼の「回顧録」において、ヒレラースは1925年から1930年の期間を原子物理学の「黄金期」と呼んだ。ボーアの原子の理論が新たな量子力学に置き換えられた時代であった。1926年までに、1電子水素原子の問題が解かれ、ハイゼンベルクは2電子ヘリウム原子の問題を量子力学的に定式化していたが、単純な1次摂動による取り扱いでは実験値とかなりの誤差があるイオン化ポテンシャルしか得られていなかった。ボルンは実験とかなりよく一致する結果を得るためには量子力学のためにこれが重大であると考えた。
ヒレラースがゲッティンゲンに到着した時、ボルンが結晶学の研究を止めていたことを知り落胆した。最初は、自身の結晶に関する研究を続けたが、ボルンの学生が病気になり、ヘリウムの問題についての急を要する仕事を割り当てられた。ヒレラースは2つの重要なやり方で改良を試みた。まず、不完全な束縛状態水素様関数を完全なラゲール関数によって置き換え、座標の数を6から3（すなわち、核からの2つの電子の距離と2つの電子の位置ベクトル間の角度）に減らした。機械式の卓上計算機を使って得られた結果は実験とかなりよい一致を示した。この結果は評判になったが、0.12 eVの不一致がヒレラースを悩ませ続けた。後の1928年、角座標を2つの電子間の距離に置き換えるべきだと気付いた時に突破口が開けた。波動関数展開においてわずか3つの項を使って誤差は0.03 まで減少し、6つの項だと誤差は0.01 となった。この研究はすぐに他の2電子原子や水素分子にも適用された。
ヒレラースは欧州原子核研究機構（CERN）の創立者の1人である。

## 受賞
- グンネルス・メダル（英語版）（1960年）[4]